# Axiom omezené velikosti
Axiom omezené velikosti (také axiom omezené mohutnosti) je matematické tvrzení z oblasti teorie množin, které je ekvivalentní s axiomem silného výběru.

## Znění
Axiom lze formulovat pouze ve Von Neumann-Gödel-Bernaysově teorii množin (GB). V teorii množin Zermelo-Fraenkelově (ZF) jej vyslovit nelze, ale je možné ho zde nahradit axiomem silného výběru, který je (v GB) s ním ekvivalentní a v ZF (s upraveným jazykem) vyslovitelný.
Jedna z možných formulací tohoto axiomu je následující:
Mezi každými dvěma vlastními třídami existuje bijekce.

## Důsledky
V GB je axiom omezené velikosti ekvivalentní s axiomem silného výběru, tedy z něj plynou jak axiom úplného výběru, tak (obyčejný) axiom výběru.
Díky postulované existenci bijekce mezi univerzální třídou a třídou všech ordinálních čísel je možné univerzální třídu dobře uspořádat.